# Hawker P.1081
Die Hawker P.1081, auch bekannt als der „Australian Fighter“, war ein britisches Strahlflugzeug, das um 1950 entwickelt wurde. Sie war ein Experimentalflugzeug, das von Hawker Aircraft für die Royal Australian Air Force gebaut wurde.

## Konstruktion und Entwicklung
Im Jahr 1949 begann die Royal Australian Air Force (RAAF) mit der Suche für einen Ersatz für ihre lokal hergestellten Commonwealth Aircraft Corporation (CAC) Mustangs und De Havilland Australia (DHA) Vampires. Eine Reihe von Entwürfen wurden berücksichtigt, einschließlich der Grumman F9F Panther und einer unkonventionellen zweistrahligen Allwetter-Kampfflugzeugstudie, der CAC CA-23 von der Commonwealth Aircraft Corporation.
Hawker Aircraft legte einen Vorschlag für einen Pfeilflügler mit gepfeiltem Leitwerk und einem Rolls-Royce-Tay-Triebwerk vor. Die Arbeit wurde damit begonnen, den zweiten Prototyp des Hawker P.1052 (UK Seriennummer VX279) zu ändern. Das bestehende Rolls-Royce-Nene-Triebwerk wurde für den Prototyp verwendet. Der hintere Rumpf des P.1052 wurde vollständig mit einer Version mit einem durchgehenden Strahlrohr und gepfeiltem Leitwerk ersetzt. Der erste Flug der P.1081 fand am 19. Juni 1950 statt. CAC plante, jeden möglichen Entwurf, der von der australischen Regierung angenommen wird, unter der Seriennummer CA-24 zu bauen. Im November 1950 wurde jedoch beschlossen, dass Hawker sein Angebot für den australischen Vertrag zurückziehen sollte.
Während des Jahres 1951 diente der RAAF erst die bewährte Gloster Meteor F.8 als Notlösungsersatz für die Mustangs während des Koreakriegs. Dass diese bereits veraltet waren, wurde durch Begegnungen mit der MiG-15 klar. Danach wurde ein CAC-Vorschlag für eine leistungsfähigere, mit einem Rolls-Royce Avon ausgerüstete Version der North American F-86 Saber angenommen. Dies führte zu der CAC SABRE.
Hawker übergab den P.1081-Prototypen, der in Großbritannien geblieben war, an die Royal Aircraft Establishment (RAE). Die gepfeilte Bauweise von Tragflächen und Leitwerk erhöhte die Mach-Zahl der P.1081 über die der P.1052 in den Bereich von 0,9 bis 0,95 und bot weiterhin wertvolle Hinweise für den Entwurf der axial betriebenen Hawker Hunter. Die einzige P.1081 ging mit ihrem Piloten, Squadron Leader TS „Wimpy“ Wade, am 3. April 1951 verloren.

## Technische Daten

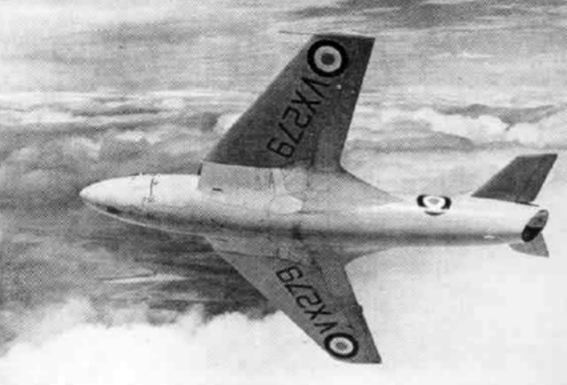
Hawker P.1081

| Kenngröße             | Daten                                           |
| --------------------- | ----------------------------------------------- |
| Besatzung             | 1                                               |
| Länge                 | 11,38 m (37 ft 4 in)                            |
| Spannweite            | 9,6 m (31 ft 6 in)                              |
| Höhe                  | 3,30 m (10 ft 10 in)                            |
| Flügelfläche          | 23,97 m² (258 ft²)                              |
| Flügelstreckung       | 3,8                                             |
| Leermasse             | 5.080 kg (11.200 lb)                            |
| Startmasse            | 6.570 kg (14.480 lb)                            |
| Höchstgeschwindigkeit | 1.119 km/h (604 kn)                             |
| Dienstgipfelhöhe      | 13.900 m (45.600 ft)                            |
| Triebwerke            | 1× Rolls-Royce Nene RN2 mit 22,2 kN (5.000 lbf) |